# Aline Barros
Aline Barros (Río de Janeiro, 7 de octubre de 1976) es una vocalista gospel brasileña.

## Primeros años
Hija de pastores, creció en un ambiente cristiano, parte importante de la vida diaria familiar. Aline ha estado envuelta en la música desde muy temprana edad. A los 9 años ya formaba parte activa del ministerio musical de su padre Ronaldo Barros. A la edad de 14 años grabó su primer álbum sencillo "Tua Palabra" el cual se mantuvo en la posición N.º 1 por 45 días en el mercado de Río de Janeiro. A los 16 años grabó "Consagração" que permaneció en la posición N.º 1 por nueve meses en el ranking de música gospel.
Poco tiempo después, Aline grabó su primer álbum Sem Limites con una compañía disquera independiente. Esta misma grabación fue más tarde editada y lanzada por AB Records en 1999, con un récord de ventas de 120,000 unidades. Su segunda grabación “Voz de Coraçao” vendió 500,000 unidades. En otoño del mismo año el álbum “Bom e ser criança”, dedicado a los niños, fue lanzado al mercado.

## Carrera
Recientemente Aline grabó el álbum Más de Ti con Integrity Music. Esta grabación fue hecha durante el evento Expolit 2000 en Miami, Florida. Producido por Tom Brooks, Más de Ti captura en su totalidad la energía del evento.
Juntamente con Aline, en este álbum participan reconocidos líderes de alabanza de habla inglesa como Don Moen y Paul Wilbur y una línea de músicos de primera clase, David Cabrera, guitarrista del conocido cantante de música pop Ricky Martin, y Chester Thompson, baterista del grupo Genesis. También participan Justo Almario y Abraham Laboriel. Ambos músicos han participado con varios artistas y han producido grabaciones instrumentales.
En el álbum "Más de Ti", Aline interpreta tres canciones Aclamad al Señor, En este día celebramos y El poder de tu amor. Además canta a dúo con Don Moen en Más de Ti y en la canción Canta al Señor juntamente con Don Moen y Paul Wilbur.
Aline ha grabado varios discos en portugués, por los cuales ha recibido varias nominaciones y premios. Entre otros ha recibido el "Troféu Talento" (1995-2001-2002); Troféu Antena de Ouro (1996); Disco Platino por el álbum "Voz do Coração" (1997); Troféu Personalidade 500 (2000) y además en el año 2000 lanzó el álbum "O Poder De Teu Amor" por el cual ha sido reconocida con un "Disco de Platino".
Está casada con el reconocido futbolista y atleta de Cristo, Gilmar Jorge y el 4 de enero de 2003 dio a luz al primogénito del matrimonio, el pequeño Nicolás y en 2011 dio a luz a Maria Catherine. Aline reside en Río de Janeiro junto a su familia.
En diciembre del 2000, Aline fue invitada por Integrity Music para unirse a la disco en español "Más de Ti", grabado en vivo en Miami, Estados Unidos, junto a Paul Wilbur, Don Moen y un gran equipo de músicos, tales como El baterista Chester Thompson (Phil Collins), el bajista Abraham Laboriel, el guitarrista David Cabrera (Ricky Martin) y el saxofonista Justo Almario (Rick Pantoja). En el álbum, canta seis canciones, algunas en solitario y otros en duetos. Este CD fue producido por Tom Brooks, Hosanna Music, el evangelio en el mercado internacional, y Aline fue la primera cantante brasileña de CD de música gospel para poner en marcha a nivel internacional. Ella fue invitada a cantar en Roma (Italia), para cantar en un gran evento que reunió a ministros de alabanza de todo el mundo, incluyendo a Ron Kenoly.
A finales de 2001, llegó la llamada, también por Tom Brooks, a cantar en la iglesia protestante más grande en el mundo, que se encuentra en Corea del Sur, junto con los ministros de alabanza de todo el planeta. El propósito de esta reunión, llamada "Worship Explosion de 2001", fue ministro y orar por la unificación de las dos Coreas. Hubo tres noches de alabanza y adoración, junto con grandes ministros de alabanza, como Ron Kenoly (EUA), Leann Albrecht (EUA), Rick Muchow (EUA), Jeff Deyo (EUA), David Moyse (Australia) Chris Bowater (Inglaterra) y Bob Fitts (Hawái). Sin embargo, otros músicos como Abraham Laboriel, Paul Jackson Jr., Tom Brooks, Sheila E., y Chester Feria Thopson también formaron parte de este acontecimiento épico.
Aline también fue invitada a actuar en Venezuela, donde asistió a la Segunda Conferencia Internacional de Libreros y cantó en las principales iglesias locales, y participó en programas de radio y televisión.
En julio de 2003, Aline Barros fue a cantar en Londres, Inglaterra. En noviembre de ese mismo año fue invitada a cantar en Puerto Rico, en algunas iglesias de la cultura española.

## Discografía

### Álbumes inéditos[3]
- 1995 - Sem Limites (Sin Límites)
- 1998 - Voz do Coração (Voz del Corazón)
- 1999 - Sem Limites (Nueva Edición) (Sin Límites)
- 2000 - O Poder do Teu Amor (El Poder de tu Amor)
- 2003 - Fruto de Amor (fruto del amor)
- 2005 - Som de Adoradores (Sonido de Adoradores)
- 2007 - Caminho de Milagres (Camino de Milagros)
- 2011 - Extraordinário Amor de Deus (Extraordinario Amor de Dios)
- 2013 - Graça (Gracia)
- 2017 - Acenda a Sua Luz (Enciende tu Luz)
- 2018 - Viva (Vivo)
- 2019 - Reino (Reino)
- 2022 - Minha Oração (Mi Oración)
- 2024 - Firme Fundamento (Fundación Firme)

### Infantil
- 1999 - Bom é ser criança
- 2002 - Bom é ser criança vol. 2
- 2005 - Aline Barros & Cia
- 2008 - Aline Barros & Cia vol. 2
- 2011 - Aline Barros & Cia vol. 3
- 2014 - Tim-Tim Por Tim-Tim
- 2018 - ImaginAline
- 2024 - ImaginAline - Uma Viagem no Tempo

### En castellano
- 2003 - El Poder de Tu Amor
- 2005 - Aline
- 2005 - Fiesta en el Jardín (infantil en castellano)
- 2008 - Refréscate
- 2015 - Vivo Estás
- 2020 - Redención

### Coetáneas
- 2000 - Millenium
- 2002 - Jesus Vida Verão
- 2005 - 10 Anos de Louvor e Adoração
- 2008 - Som Gospel
- 2008 - Consagração
- 2009 - Deus do Impossível
- 2009 a 2012 - Aline Barros 20 Anos

## DVD
- 2002 - Jesus Vida Verão
- 2005 – Som de Adoradores
- 2006 - Ao Vivo na Coreia
- 2007 - Aline Barros e Cia
- 2008 – Caminho de Milagres
- 2009 - Aline Barros e Cia 2
- 2010 - Aline Barros na Estrada
- 2011 - Aline Barros e Cia 3
- 2012 - Aline Barros 20 Anos
- 2018 - ImaginAline

## Video Clips
- Adonai, Aba Pai (A Paixão de Cristo)
- Meu Eterno Namorado (Coletânea Amo Você 12)
- Sonda-me, usa- me (Som de Adoradores)
- Diante da Cruz (Caminho de Milagres)
- Onde está a esperança? (Projeto Minha Esperança Brasil)
- Deus Confirmou (Coletânea Amo Você Volume 15)
- Ressuscita-me (Extraordinário Amor de Deus)

## Premios

### Grammy Latino
- 2012 - Mejor Álbum de Música Cristiana en Lengua Portuguesa por Aline Barros e Cia 3
- 2011 - Mejor Álbum de Música Cristiana en Lengua Portuguesa por Extraordinário Amor de Deus
- 2007 - Mejor Álbum de Música Cristiana en Lengua Portuguesa por Caminho de Milagres
- 2006 - Mejor Álbum de Música Cristiana en Lengua Portuguesa por Aline Barros & Cia
- 2004 - Mejor Álbum de Música Cristiana en Lengua Portuguesa por Fruto de Amor

### Troféu Talento
- 2009 - Intérprete del Año
- 2008 - Intérprete femenina
- 2007 - Destaque 2006
- 2006 - Projeto Gráfico Infantil por Aline Barros & Cia
- 2006 - Álbum Coletânea por Aline Barros – 10 Años de Labor y Adoración
- 2005 - Artista Destacada 2004
- 1998 - Cantora del Año
- 1996 - Revelación Femenina

### Troféu Promessas
- 2011 - Mejor Cantora

### Premio da Música Digital
- 2010 - Categoria Venda - Sonda-me, Usa-me

### Dove Awards
- 2008 - Dove Awards - Personalidad del Año
- 2009 - 40° Dove Awards - Mejor Álbum de Música Española: Refrescáte

### Brazilian International Press Award
- 2008 - Mejor Show Gospel Brasileño en Categoría Arte, Cultura y Comunidad